# Ален Манессон Малле
Ален Манессон Малле (фр. Alain Manesson Mallet; 1630 — 1706) — французький військовий інженер, географ, картограф, гравер і викладач математики, служив при королівських дворах Португалії (1663—1668) і Франції (з 1668).

## Карти України
1683 року Карта — «Moscovie» (Московія), лист XXVII з «Опису Вселенної» (Description de L'Univers; п'ять томів). Південь України на карті — Дике поле (Dikoia Pole), на південь від нього, на межі з Малою Тартарією, вказано Ocraina (Окраіну).
1719 року Карти — «POLOGNE. DE L'EUROPE, FIGURE XXVI» та «POLOGNE. FIGURE XXXIII». Середня Наддніпрянщина (Правобережна) позначена як Ucraine (Україна). На картах позначено українські історико-географічні землі: Russie (Русь) — територія Західної України, Podolie (Поділля) та Volhynie (Волинь). Карта була складена і видана у 1683—1685 роках, але на ній була відсутня назва Україна.